# Diana Taurasi
Diana Lurena Taurasi (* 11. Juni 1982 in Chino, Kalifornien) ist eine US-amerikanische Basketballspielerin der nordamerikanischen Profiliga Women’s National Basketball Association (WNBA). Seit 2004 steht sie bei Phoenix Mercury unter Vertrag.

## Spielerkarriere

### High School
Diana Taurasi hatte eine sehr gute High-School-Karriere. Sie machte 3047 Karrierepunkte in ihrer Zeit an der Don Lugo High School. Sie bekam den Cheryl Miller Award 2000, eine Auszeichnung der Los Angeles Times für die beste Spielerin in Südkalifornien.

### College (2000 bis 2004)
Sie kam zur Saison 2000–01 an die University of Connecticut (UConn). Dort führte sie die Mannschaft zu drei aufeinanderfolgenden NCAA Division I Basketball Championships (2002–2004). Sie wurde 2003 und 2004 als Naismith College Player of the Year und mit der Wade Trophy 2003 ausgezeichnet. Außerdem wurde sie durch die Associated Press 2003 zur NCAA-Spielerin des Jahres benannt. Während ihrer Collegezeit erzielte Diana durchschnittlich 15,0 Punkte, 4,3 Rebounds und 4,5 Assists pro Spiel.
Diana Taurasi machte an der University of Connecticut ihren Abschluss in Soziologie.

### Profi-Basketball (seit 2004)

#### WNBA (seit 2004)
Im WNBA Draft 2004 wurde Taurasi an erster Stelle von den Phoenix Mercury ausgewählt. Sie wurde mit dem WNBA Rookie of the Year Award ausgezeichnet, nachdem sie in ihrer ersten Saison durchschnittlich 17,0 Punkte, 4,4 Rebounds und 4,5 Assists erzielen konnte.
Obwohl sie in der Saison 2005 einen beachtlichen Schnitt von 16,0 Punkte, 4,2 Rebounds und 4,5 Assists verzeichnen konnte, blieb der mannschaftliche Erfolg mit den Mercury erneut aus.
In der Saison 2006 wurde Paul Westhead zum neuen Cheftrainer ernannt, unter dem sich Taurasi zu einer der Star-Spielerinnen der Liga entwickelte. Sie erzielte mit einem Schnitt von 25,3 Punkten pro Spiel den höchsten der gesamten Liga und stellte außerdem am 10. August mit 47 Punkten gegen die Houston Comets eine neue Bestmarke auf (am 25. Juli 2007 konnte auch Lauren Jackson diese Marke erreichen). Nichtsdestotrotz erreichten die Mercury zum sechsten Mal in Folge die Playoffs nicht. Aufgrund ihrer herausragenden Leistungen in der WNBA wurde Taurasi 2006 als Honorable Mention bei der Wahl zum WNBA All-Decade Team bedacht.
In der Saison 2007 erreichte sie erstmals mit den Mercury die Playoffs, wo sie auf Anhieb die Meisterschaft gewinnen konnte. In den Finals besiegten die Mercury die Detroit Shock 3:2 in Spielen. Obwohl Taurasi in diesen fünf Spielen durchschnittlich 19,8 Punkte, 6,0 Rebounds und 1,4 Steals pro Spiel erzielte, wurde sie nicht zur besten Spielerin der Finalserie gekürt. Nach dem Gewinn der Meisterschaft legte Westhead sein Amt als Cheftrainer nieder. Seine Stelle übernahm Corey Gaines.

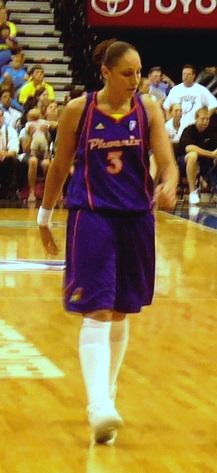
Diana Taurasi im Trikot der Phoenix Mercury

In der darauffolgenden Saison 2008 verpasste Taurasi, die erneut die reguläre Saison mit dem besten Punkteschnitt der Liga (24,1 Punkte pro Spiel) beendete, überraschend die Playoffs.
Die Saison 2009 stellte bis zu diesem Zeitpunkt erfolgreichste für Taurasi dar. Sie wurde 2009 erstmals zur wertvollsten Spielerin der regulären Saison ernannt und konnte außerdem mit den Mercury zum zweiten Mal die Meisterschaft gewinnen. In den Finals setzten sich die Mercury knapp mit 3:2 in Spielen gegen die Indiana Fever durch, anders als im Jahr 2007 wurde Taurasi dieses Mal zum Finals MVP ernannt.
Die Saison 2010 beendete Taurasi abermals mit dem besten Punkteschnitt der gesamten Liga, wodurch sie bereits zum dritten Mal in Folge mit den Peak Performer ausgezeichnet wurde. Aufgrund ihrer herausragenden Leistung schaffte sie mit den Mercury erneut den Einzug in die Playoffs, wo sie jedoch klar an den Seattle Storm scheiterte.
In der Saison 2011 war sie zum vierten Mal in Serie beste Korbjägerin der WNBA. Die Saison des Teams endete wieder in den Conference Finals. Sie wurde für ihre Leistungen in der WNBA zum 15-jährigen Jubiläum der Liga im Jahr 2011 zu den WNBA's Top 15 Players of All Time gewählt.
2012 konnte Taurasi verletzungsbedingt nur wenige Spiele bestreiten, und die Mercury erreichten so geschwächt nicht die Playoffs. 2013 konnte sie wieder regelmäßig spielen und erreichte mit dem Team die Playoffs, scheiterte aber am späteren Meister aus Minnesota.
2014 gewann sie mit dem Team wieder die WNBA-Meisterschaft. Nachdem das Team aus Phoenix die erfolgreichste reguläre Saison der Franchise-Geschichte gespielt hatte und weil es auch in den Playoffs nur einmal verloren hatte, ging der Titel zum dritten Mal an die Mercury. In dieser erfolgreichen Saison war sie erstmals die Spielerin mit dem höchsten Assist-Schnitt der Liga, außerdem wurde sie nach den erfolgreichen Finalspielen zum zweiten Mal zum WNBA Finals MVP geehrt.
2015 unterbrach sie ihre WNBA-Karriere, um sich auf ihre Einsätze in Europa zu konzentrieren. Dies erzeugte eine besondere Aufmerksamkeit, da sie die erste amerikanische Spitzenspielerin war, die auf einen Einsatz in der heimischen Liga verzichtete. 2016 kehrte sie nach Phoenix zurück und half mit, dass das Team wieder das WNBA-Halbfinale erreichte. Dort scheiterte es zum wiederholten Male am Team der Minnesota Lynx. In der Spielzeit 2017 wurde sie WNBA-Rekordhalterin bei den erzielten Punkten. Mit ihrem Team scheiterte sie sowohl 2017 als auch 2018 wieder WNBA-Halbfinale. 2019 konnte sie verletzungsbedingt nur wenige Spiele für die Mercury bestreiten. Auch in der Spielzeit 2020 konnte sie nicht alle Spiele bestreiten, aber sie konnte ihren Anteil zum Erreichen der 2. Playoffrunde durch das Team beitragen.
2021 wurde sie unter die 25 Greatest Players in WNBA History gewählt.
In der Nacht zum 4. August 2023 erreichte Taurasi bei einer Partie gegen Atlanta Dream (91:71) als erste Spielerin der WNBA den Meilenstein von 10.000 Punkten. Insgesamt kam sie auf 42 Punkte, dies bedeutete eine persönliche Bestmarke in einem Spiel ohne Overtime. Seit 2010 hatte sie nicht mehr so viele Punkte in einem Spiel erzielt.

#### International (seit 2005)
Seit 2005 spielt Taurasi in den WNBA-Saisonpausen für verschiedene Vereine in Europa. Zwischen 2006 und 2010 spielte sie unter anderem für Spartak Moskau Region, mit denen sie vier Mal die Euroleague Women gewinnen konnte. In der WNBA-Saisonpause 2010/2011 stand sie beim türkischen Verein Fenerbahçe İstanbul unter Vertrag.
Am 24. Dezember 2010 verkündete die Türkische Basketball-Föderation, dass Diana Taurasi bei einem Dopingtest in der türkischen Liga positiv auf das Stimulanzmittel Modafinil getestet worden ist. Modafinil wird aufgrund seiner wachhaltenden und konzentrationsfördernden Wirkung zur Verbesserung der kognitiven Leistungsfähigkeit eingesetzt. Ihr Klub Fenerbahçe hat daraufhin Taurasi bis zum Vorliegen der B-Probe suspendiert. Am 6. Januar 2011 gab die Türkische Basketball-Föderation bekannt, dass auch die B-Probe positiv auf die verbotene Substanz Modafinil getestet wurde. Kurz darauf veröffentlichte Fenerbahçe auf ihrer Website, dass der Vertrag mit Taurasi aufgelöst wurde. Am 16. Februar 2011 wurde Taurasi von allen Vorwürfen freigesprochen und die zweijährige Sperre wegen Dopings aufgehoben. Das türkische Labor – welches 2009 wegen Unregelmäßigkeiten schon einmal suspendiert war – hatte seinen Befund zurückgezogen.
Für die Saison 2011/12 wechselt sie zum Istanbuler Ortsrivalen Galatasaray.
2012 wechselte Taurasi zum russischen Spitzenklub UGMK Jekaterinburg und spielt seitdem sowohl in der Euroleague Women als auch in der russischen Basketball-Superleague erfolgreich. 2017 beendete sie ihre Einsätze in Europa und konzentrierte sich auf die WNBA.

### Nationalmannschaft (seit 2000)
Taurasi war sehr erfolgreich im Nationaltrikot. Sie gewann mit der US-amerikanischen Basketballnationalmannschaft bei den Olympischen Sommerspielen 2004 in Athen, bei den Olympischen Sommerspielen 2008 in Peking, bei den Olympischen Sommerspielen 2012 in London, bei den Olympischen Sommerspielen 2016 in Rio de Janeiro, bei den Olympischen Sommerspielen 2020 in Tokio und bei den Olympischen Sommerspielen 2024 in Paris insgesamt sechsmal die Goldmedaille. Des Weiteren gewann Taurasi mit dem US-Team 2010 und 2014 die Basketball-Weltmeisterschaft sowie im Jahr 2006 eine Bronzemedaille. 2007 gewann sie mit der Nationalmannschaft die Amerikameisterschaft. Außerdem gewann sie eine Bronzemedaille bei den Juniorenweltmeisterschaften der Damen 2001.

## Erfolge und Auszeichnungen
| - WNBA - 2004 WNBA Rookie of the Year Award - 2005 WNBA All-Star Selection - 2006 WNBA All-Star Selection - 2006 WNBA Peak Performers (Punkte) - 2007 WNBA All-Star Selection - 2008 WNBA Peak Performers (Punkte) - 2009 WNBA Peak Performers (Punkte) - 2009 WNBA All-Star Selection - 2009 WNBA Most Valuable Player Award - 2009 WNBA Finals MVP Award - 2010 All-WNBA First Team - 2010 WNBA Peak Performers (Punkte) - 2010 WNBA All-Star Selection - 2011 WNBA Peak Performers (Punkte) - 2014 WNBA Peak Performers (Assists) - 2014 WNBA Finals MVP Award | - College - 2003 Nancy Lieberman Award - 2003 Wade Trophy - 2003 Naismith College Player of the Year - 2003 NCAA Basketball Tournament Most Outstanding Player - 2004 Nancy Lieberman Award - 2004 Naismith College Player of the Year - 2004 NCAA Basketball Tournament Most Outstanding Player - Europa - 2009 Euroleague Women MVP - 2010 Euroleague Women MVP |

## Karrierestatistik
| 2004        | Phoenix Mercury | WNBA        | 34  | 34  | 33,2 | 41,6 | 33,0 | 76,0 | 4,4 | 3,9 | 17,0 | –  | –  | –    | –    | –    | –    | –   | –   | –    |
| 2005        | Phoenix Mercury | WNBA        | 33  | 33  | 33,0 | 41,0 | 31,3 | 80,1 | 4,2 | 4,5 | 16,0 | –  | –  | –    | –    | –    | –    | –   | –   | –    |
| 2006        | Phoenix Mercury | WNBA        | 34  | 34  | 33,9 | 45,2 | 39,7 | 78,1 | 3,6 | 4,1 | 25,3 | –  | –  | –    | –    | –    | –    | –   | –   | –    |
| 2007        | Phoenix Mercury | WNBA        | 32  | 32  | 32,0 | 44,0 | 36,7 | 83,5 | 4,2 | 4,3 | 19,2 | 9  | 9  | 33,2 | 50,4 | 39,0 | 73,1 | 4,3 | 3,0 | 19,9 |
| 2008        | Phoenix Mercury | WNBA        | 34  | 34  | 31,9 | 44,6 | 36,0 | 87,0 | 5,1 | 3,6 | 24,1 | –  | –  | –    | –    | –    | –    | –   | –   | –    |
| 2009        | Phoenix Mercury | WNBA        | 31  | 31  | 31,5 | 46,1 | 40,7 | 89,4 | 5,7 | 3,5 | 20,4 | 11 | 11 | 32,9 | 45,1 | 36,5 | 89,3 | 5,9 | 3,8 | 22,3 |
| 2010        | Phoenix Mercury | WNBA        | 31  | 31  | 32,2 | 42,7 | 37,4 | 91,2 | 4,3 | 4,7 | 22,6 | 4  | 4  | 31,3 | 47,3 | 54,2 | 81,8 | 5,3 | 3,8 | 18,5 |
| 2011        | Phoenix Mercury | WNBA        | 32  | 32  | 30,2 | 44,9 | 39,5 | 90,3 | 3,2 | 3,6 | 21,6 | 5  | 5  | 31,2 | 39,8 | 28,6 | 92,9 | 3,2 | 2,4 | 20,0 |
| 2012        | Phoenix Mercury | WNBA        | 8   | 8   | 20,8 | 43,6 | 39,5 | 90,0 | 1,6 | 2,3 | 14,0 | –  | –  | –    | –    | –    | –    | –   | –   | –    |
| 2013        | Phoenix Mercury | WNBA        | 32  | 32  | 32,3 | 45,6 | 34,7 | 85,4 | 4,2 | 6,2 | 20,3 | 5  | 5  | 37,2 | 33,3 | 17,6 | 95,0 | 5,2 | 6,0 | 20,8 |
| 2014        | Phoenix Mercury | WNBA        | 33  | 33  | 30,8 | 45,4 | 36,5 | 87,4 | 3,8 | 5,6 | 16,2 | 8  | 8  | 32,4 | 49,2 | 38,6 | 85,3 | 4,3 | 5,8 | 21,9 |
| 2016        | Phoenix Mercury | WNBA        | 33  | 33  | 29,8 | 39,6 | 35,0 | 90,9 | 3,0 | 3,9 | 17,8 | 5  | 5  | 30,7 | 51,5 | 43,2 | 97,0 | 2,6 | 2,8 | 23,6 |
| 2017        | Phoenix Mercury | WNBA        | 31  | 31  | 28,5 | 40,0 | 38,4 | 91,2 | 3,0 | 2,7 | 17,9 | 5  | 5  | 31,8 | 40,9 | 35,3 | 76,9 | 2,8 | 3,8 | 17,2 |
| 2018        | Phoenix Mercury | WNBA        | 33  | 33  | 30,0 | 44,6 | 38,3 | 92,5 | 3,5 | 5,3 | 20,7 | 7  | 7  | 35,3 | 47,7 | 41,9 | 86,4 | 4,4 | 6,0 | 21,0 |
| 2019        | Phoenix Mercury | WNBA        | 6   | 6   | 21,5 | 10,3 | 4,2  | 94,4 | 3,2 | 5,3 | 4,3  | –  | –  | –    | –    | –    | –    | –   | –   | –    |
| 2020        | Phoenix Mercury | WNBA        | 19  | 19  | 28,1 | 40,9 | 36,5 | 91,2 | 4,2 | 4,5 | 18,7 | 2  | 2  | 35,0 | 47,1 | 47,6 | 100  | 4,0 | 7,5 | 25,5 |
| WNBA gesamt | WNBA gesamt     | WNBA gesamt | 456 | 456 | 31,0 | 43,2 | 36,7 | 87,1 | 4,0 | 4,3 | 19,6 | 61 | 61 | 33,1 | 45,4 | 37,9 | 88,1 | 4,4 | 4,3 | 21,0 |

Legende zur Spielerstatistik:

(GP = Spiele insgesamt; GS = Spiele in der Startformation; MPG = gespielte Minuten pro Spiel; FG% = Wurfquote aus dem Feld; 3P% = Wurfquote aus dem 3-Punktebereich; FT% = Freiwurfquote; OFF = offensive Rebounds pro Spiel; DEF = defensive Rebounds pro Spiel; RPG = Rebounds pro Spiel; APG = erzielte Assists pro Spiel; BPG = erzielte Blocks pro Spiel; PPG = erzielte Punkte pro Spiel)

## Familie
Im Mai 2017 heiratete sie ihre ehemalige Mitspielerin Penny Taylor. Gemeinsam haben sie zwei Kinder.